# MT Channel
MT Channel è stato un canale satellitare ispirato al programma televisivo di Mediaset La macchina del tempo, condotto da Alessandro Cecchi Paone, che divenne anche il volto storico e il direttore dell'emittente.

## La storia e i programmi
Il canale nasce l'8 gennaio 2001 su Stream TV, per poi essere inglobato in Sky il 31 luglio 2003. Come il programma in questione, era un canale di divulgazione scientifica, in cui venivano trasmessi vari documentari (alcuni targati BBC) e magazine scientifici tra i quali MT Magazine e alcune repliche di programmi di divulgazione scientifico-culturale di Mediaset come Pianeta Mare. Direttore di questo canale era Carlo Vetrugno, già direttore di Italia 1 e Rete 4 in passato, poi affiancato da Cecchi Paone.

## La chiusura
Le sue trasmissioni terminano alle ore 7 del 1º gennaio 2006, a causa del cambiamento dei termini del contratto tra Mediaset e Sky, la quale ospitava il canale dal 31 luglio 2003 dopo la fusione di TELE+ Digitale e Stream TV appunto in Sky. Insieme a MT Channel anche altri tre canali cessarono la loro attività, ossia Italia Teen Television, Happy Channel e Duel TV.